# Dinoland Zwolle

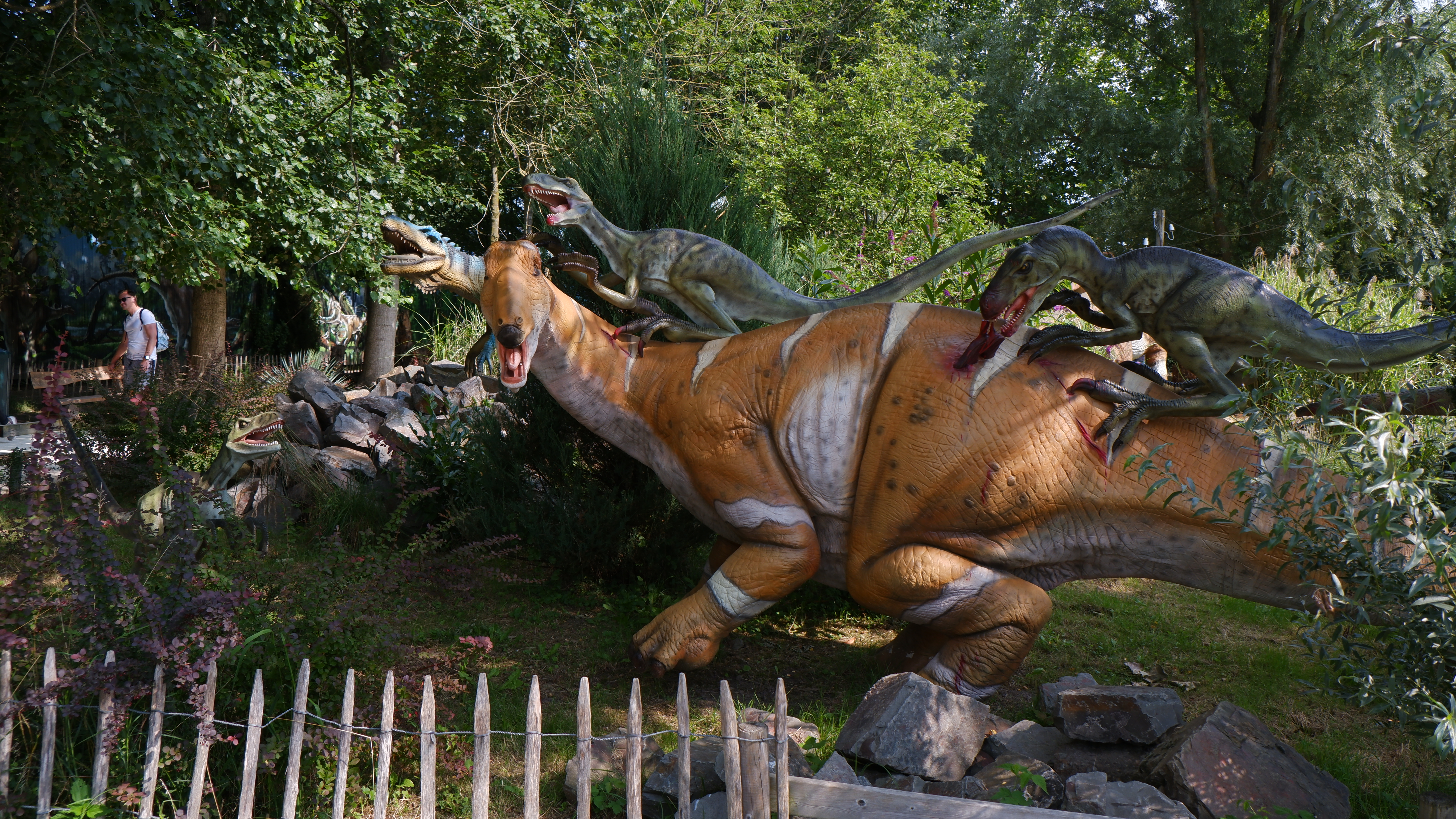
Dinosaurusbeeld

Dinoland Zwolle is een themapark in de Overijsselse stad Zwolle. Alles in het park staat in het teken van dinosauriërs. Het richt zich voornamelijk op kinderen tot 14 jaar. 
De buitenomgeving van het park omvat speeltuigen en nagebouwde dinosauriërs. Binnen is onder meer een 'paleolab' waar 'edelstenen' gezocht kunnen worden.
Dinoland ontving in het openingsseizoen 2016 bijna 100.000 bezoekers. De eigenaar kwam in 2018 met het plan een hostel met enige honderden bedden op het terrein te vestigen.
Voorafgaand aan Dinoland was Ecodrome op de locatie gevestigd. In 2014 werd Stichting Summercamp Heino eigenaar.